# Тодор Матров
Тодор Георгиев Матров е български офицер (капитан) и революционер, участник Сръбско-българска война (1885), деец на Върховния македоно-одрински комитет и на Вътрешната македоно-одринска революционна организация.

## Биография
Тодор Матров е роден през 1865 година в Лясковец. Учи в родния си град, а средното си образование завършва в Търново. На 5 септември 1883 г. постъпва във Военно училище в София и завършва първи във випуска през 1885. Произведен е в чин подпоручик и е пратен в 4-та пехотна дружина в Търново.
По време на Сръбско-българската война (1885) е командир на рота от 4-та дружина от 6-и пехотен търновски полк. Участва в боя за Нешков връх (12 ноември), където се отличава с пленяването на сръбския капитан Катанич. Награден е с военен орден „За храброст“ IV степен. След войната през 1891 е повишен в чин капитан. Служи в артилерията.
Матров е женен за Мария Милкова, племенница на Иван Евстратиев Гешов и сестра на съпругата на Михаил Савов. През лятото на 1893 година той я изгонва от вкъщи, заради подозрения в изневяра, и през следващите месеци тя играе централна роля в шумния скандал, довел до развода на Савов и станал повод за оставката на министър-председателя Стефан Стамболов. На 30 януари 1895 е излиза в запас.
В 1895 година участва в подготовката на въстаническата акция на Македонския комитет. Напуска армията и заминава за Македония начело с чета от 174 души, която се нарича „Пирин планина“. Четата му трябва да подпомогне четата на поручик Петър Начев при превземането на град Струмица. Води тежки сражения при село Габрово.
В периода 1895 – 1901 година Матров е активен деец на Върховния комитет. В 1900 година е делегат на Орханийското дружество на Седмия македонски конгрес. Поддържа контакти с Гоце Делчев, Даме Груев, Борис Сарафов и Стоян Михайловски.
Матров се връща отново на военна служба на 5 март 1901 година и е назначен за командир на батарея в 1-ви артилерийски полк в град Берковица. На 28 август 1902 г. е уволнен от служба. През 1902 година между ВМОК И ВМОРО избухва борба за надмощие. Разочарован от това Матров се оттегля.
Като русофил Тодор Матров напуска армията през 1904 година и се записва като доброволец в руската армия по време на Руско-японската война. През следващата, 1905 година загива, но няма данни кога и къде точно. Кавалер е на орден „За храброст“ IV степен.
Негов паметник има в Централните софийски гробища.

## Военни звания
- Подпоручик (30 август 1885)
- Поручик (1 април 1887)
- Капитан (1890) със старшинство от 5 февруари 1896